# Mauro Fondi

Un ritratto del Pittore

Mauro Fondi (Pistoia, 6 aprile 1913 – Milano, 21 novembre 1988) è stato un pittore italiano.

## Biografia
Gli esordi pittorici di Mauro Fondi sono precoci. Nel 1923, ad appena dieci anni, espone a Roma alla Casa d'arte Bragaglia con Umberto Boccioni, De Chirico, Gerardo Dottori, Guidi ed altri famosi maestri. Cinque anni dopo partecipa ad una mostra allestita dagli Avanguardisti al Circolo di Roma (con Mafai, Scipione, Ceracchini) e successivamente alle sindacali romane. In un articolo comparso sul quotidiano romano "A-Z" il 31 gennaio 1929, Dottori riporta le sue impressioni su questa mostra, riservando grande spazio a Fondi:
Il «Mercato» nel raggruppamento dinamico delle figure, vibranti ognuna di colore-vita e cantanti nell'insieme una robusta armonia di complementari è un blocco architettonico legato nell'armatura delle mura merlate di fondo e delle due case laterali.
È notevole come l'indecisione impressionistica di alcuni dettagli nel quadro «Mercato» stia lasciando il posto ad una concretezza decisa nelle figure del quadro «Sull'aria» (1928).
Queste prime conquiste di Mauro Fondi nel campo della pittura sono promessa sicura e impegno per più grandi conquiste.»
Alla morte del padre Renato,  sarà Giovanni Costetti a seguire la crescita artistica di Mauro Fondi, di cui scrive un importante articolo su l’Illustrazione Toscana, nel settembre 1929:
(E. Salvi, R. Cadonici, R. Morozzi, Il cerchio magico: omaggio a Renato Fondi, Pistoia, 2002)
Comparirà anche tra gli artisti della 192ª mostra promossa dalla Casa d'Arte Bragaglia.
Nel 1929 comincia ad interessarsi all'incisione ed alla xilografia in particolare. Le scarse opere rimaste di quel periodo dimostrano una già notevole padronanza tecnica nell'uso della sgorbia.
Da allora continua ad alternare la pittura e l'incisione, e a compiere esperienze grafiche che verso la fine degli anni '50 culminano nell'impiego del colore, via via più sofisticato al crescere dell'esperienza. Incide su vari materiali: lo zinco e il rame a bulino, per la realizzazione di opere a puntasecca; il legno e il linoleum a sgorbia, per stampe xilo- o linoleografiche in bianco e nero o a colori; esiste anche un'opera realizzata incidendo a sgorbia una lastra di gesso. Stampa a mano, una copia per volta, senza usare torchio ma tamponi, sempre in tirature limitatissime.
L'attività di incisore, preponderante negli anni '60 e fino a metà degli anni '70, si ridimensiona dal 1975 in poi per lasciare più spazio alla pittura: una pittura personalissima, che non cede alla tentazione delle mode ma neppure si cristallizza su modelli superati, e che comunque realizza appieno i pronostici fatti per Mauro Fondi adolescente.